# Liste von Bildungs- und Forschungseinrichtungen in Nürnberg

## Bildungseinrichtungen

### Hochschulen
(absteigend geordnet nach Studierendenzahlen in Nürnberg)
- Technische Hochschule Nürnberg Georg Simon Ohm – Die größte der Nürnberger Hochschulen geht aus Vorgängerinstitutionen wie der Städtischen Polytechnischen Schule seit 1823 hervor. Benannt wurde sie nach Georg Simon Ohm, der von 1839 bis 1849 an dieser als Professor lehrte bzw. deren Rektor war.[1] Durch Zusammenschluss der Vorläuferinstitutionen im Jahre 1971 wurde die Fachhochschule Nürnberg gegründet. Sie firmierte seit dem 1. Oktober 2007 als Georg-Simon-Ohm Hochschule Nürnberg. In Folge eines Wettbewerbs wurde die Hochschule am 12. März 2013 durch den bayerischen Ministerrat mit dem Titel „Technische Hochschule“ ausgezeichnet; die neue offizielle Bezeichnung gilt seit dem 1. Oktober 2013.
- Friedrich-Alexander-Universität Erlangen-Nürnberg – In Nürnberg befinden sich zwei Teilbereiche der Friedrich-Alexander-Universität Erlangen-Nürnberg, die 1742 in Bayreuth gegründet und 1743 nach Erlangen verlegt wurde. 1961 erfolgte die Eingliederung der 1919 gegründeten Hochschule für Wirtschafts- und Sozialwissenschaften Nürnberg als Wirtschafts- und Sozialwissenschaftliche Fakultät. Seither trägt die Universität den Namenszusatz Erlangen-Nürnberg. Seit einer Strukturreform im Jahre 2007 wurde die Fakultät als Fachbereich Wirtschaftswissenschaften in die neue Rechts- und Wirtschaftswissenschaftliche Fakultät eingegliedert. 1972 wurde die Pädagogische Hochschule Nürnberg als Erziehungswissenschaftliche Fakultät in die Universität Erlangen-Nürnberg eingegliedert. Sie gehört seit 2007 zur Philosophischen Fakultät und Fachbereich Theologie. In Nürnberg ansässig sind davon die Institute für Erziehungswissenschaft und für Grundschulforschung.
- Technische Universität Nürnberg – Die Technische Universität Nürnberg befindet sich seit 2021 im Aufbau. Im Oktober 2023 haben die erste Studenten dort ihr Studium begonnen.
- Evangelische Fachhochschule Nürnberg – Die Evangelische Fachhochschule Nürnberg wurde 1927 als Evangelisch-soziale Frauenschule errichtet. 1947 entstand ein Katechetisches und Soziales Seminar in Neuendettelsau, aus dem 1967 ein Evangelisches Sozialinstitut hervorging. Beide Einrichtungen wurden 1971 zusammengefasst und zu einer Fachhochschule erhoben.
- FOM Hochschule für Oekonomie & Management – Die Hochschule für Oekonomie & Management bietet im Studienzentrum Nürnberg Wirtschafts-Studiengänge an, die zum Bachelor oder Diplom führen.
- Hochschule für Musik Nürnberg – Die Hochschule für Musik Nürnberg ist seit dem 1. August 1999 durch den Zusammenschluss des Meistersinger-Konservatoriums in Nürnberg und des Leopold-Mozart-Konservatoriums in Augsburg entstanden. Sie wurde zum 1. Januar 2008 in staatliche Trägerschaft übernommen.
- Akademie der Bildenden Künste Nürnberg – Die Akademie der Bildenden Künste Nürnberg wurde 1662 gegründet und ist damit die älteste ihrer Art im deutschsprachigen Raum. Ab 1806 war sie eine Einrichtung des Königreichs Bayern und wurde danach mehrfach umbenannt, bevor sie 1945 ihren heutigen Namen erhielt.

### Allgemeinbildende Schulen
In Nürnberg gibt es eine reichhaltige Schullandschaft (öffentlich, kirchlich und privat). Zum weiteren Bildungsangebot im Stadtgebiet gehören Gymnasien, Realschulen, Gesamtschulen, Fach- und Berufsoberschulen, Wirtschaftsschulen sowie zahlreiche Berufs-, Berufsfach-, Fach-, Haupt- und Grund-/Volksschulen.

#### Realschulen/Wirtschaftsschulen
- Staatlich
  - Peter-Henlein-Realschule, Staatliche Realschule Nürnberg I
  - Geschwister-Scholl-Realschule, Staatliche Realschule Nürnberg II
  - Johann-Pachelbel-Realschule, Staatliche Realschule Nürnberg III
- Städtisch
  - Abendrealschule Nürnberg
  - Adam-Kraft-Realschule Nürnberg
  - Bertolt-Brecht-Schule Nürnberg (Gesamtschule mit Realschule)
  - Peter-Vischer-Schule Nürnberg
  - Veit-Stoß-Realschule Nürnberg
  - Städtische Wirtschaftsschule Nürnberg
- Kirchlich
  - Maria-Ward-Realschule der Erzdiözese Bamberg (vorher: Englische Fräulein)
  - Wilhelm-Löhe-Schule Nürnberg (Evangelische kooperative Gesamtschule)
- Privat
  - Adolf-Reichwein-Realschule Nürnberg
  - Rudolf-Steiner-Schule (Gesamtschule mit Realschulabschlussklasse)
  - Sabel-Real-/ Wirtschaftsschule Nürnberg

### Weitere Einrichtungen
- Bildungszentrum Nürnberg (zweitgrößte Volkshochschule Bayerns)
- Hermann-Kesten-Kolleg Nürnberg
- Forschungsfabrik Nürnberg
- Multimedia Akademie
- Schule für Rundfunktechnik, seit 1. Januar 2007: ARD.ZDF medienakademie
- Nicolaus-Copernicus Planetarium
- Regiomontanus-Sternwarte Nürnberg
- Kreisjugendring Nürnberg-Stadt, außerschulische Jugendbildung
- Pädagogik rund um das Dokumentationszentrum, Entwicklung, Koordination und Durchführung der pädagogischen Angebote des Kreisjugendrings Nürnberg-Stadt für Kinder und Jugendliche.
- Rudolf-Diesel-Fachschule
- Rudolf-Steiner-Schule Nürnberg, Waldorfschule der Stadt Nürnberg
- Bildungszentrum für Blinde und Sehbehinderte Nürnberg, Grund- und Hauptschule mit M-Zweig und berufliches Bildungszentrum
- CK-Akademie Nürnberg, privates Bildungszentrum (Abitur, Mittlere Reife, Qualifikation nachholen)

## Forschungseinrichtungen
Nürnberg ist ein Zentrum der Informations- und Kommunikationstechnologie sowie der Leistungselektronik.
- Optical Center of Excellence. Im Nordostpark der Stadt unterhält die Firma Lucent Technologies das „Optical Center of Excellence“, ihr größtes Forschungszentrum außerhalb der USA.
- Fraunhofer-Institut – Forschungseinrichtung für Integrierte Schaltungen (IIS) – Im Lucent-Center integriert.
- Fraunhofer-Arbeitsgruppe für Technologien der Logistik-Dienstleistungswirtschaft ATL
- Fraunhofer-Institut für Bauphysik Außenstelle Nürnberg
- Energie Campus Nürnberg – Interdisziplinäres Forschungszentrum für Energietechnologien und -systeme.
- Nuremberg Campus of Technology – Gemeinsames Forschungszentrum der Universität Erlangen-Nürnberg und der Ohm-Hochschule Nürnberg. (http://www.ncatec.de/)
- Forschungsinstitut Betriebliche Bildung
- Institut für Arbeitsmarkt- und Berufsforschung
- Zentrum Wasserstoff.Bayern (H2.B)

## Bibliotheken und Archive
- Stadtbibliothek Nürnberg – Die Stadtbibliothek Nürnberg umfasst folgende Einrichtungen:
  - Bibliothek Egidienplatz im Pellerhaus (Direktion)
  - Zentralbibliothek
  - Spezialbibliotheken
  - Stadtteilbibliotheken
  - Fahrbibliotheken.
  - Zweigstelle der Stadtbibliothek Nürnberg in Langwasser (Nähe Franken-Center)
- Universitätsbibliothek Erlangen-Nürnberg – Eine Zweigstelle der Universitätsbibliothek befindet sich bei den anderen universitären Einrichtungen auf dem Tuchergelände.
- Stadtarchiv Nürnberg – Das Stadtarchiv Nürnberg ist in der Norishalle (Marientorgraben 8) beheimatet.
- Landeskirchliches Archiv der Evangelisch-Lutherischen Kirche (http://www.lkan-elkb.de) – Das Archiv der Evangelisch-Lutherischen Kirche in Bayern (LAELKB) befindet sich ebenfalls in Nürnberg.